# Carolina Coronado (pintura)
Carolina Coronado es un oleo sobre lienzo que representa un retrato de Carolina Coronado, obra de Federico Madrazo y Kunz realizado hacia 1855. Se conserva en el Museo del Prado.

## Descripción
Presenta un retrato de perfil de medio cuerpo en el que la escritora Carolina Coronado. No muestra ningún tipo de atributo que nos lleve a pensar en la actividad que realiza como escritora, sino que aparece vestida de luto riguroso tras la pérdida de un hijo, destacando su lado más humano remarcado con una expresión de dulzura y tristeza mostrada por su rostro. 
El autor asimiló las bases del Romanticismo francés en su estancia en París. Se observa la clara influencia de Ingres, del que fue discípulo, en la pureza de la línea en una obra donde prima el dibujo, la blancura de la piel y el detalle de los ropajes. La gama cromática es muy limitada y Madrazo juega con ella en el tratamiento de la piel, el cabello y las telas a través de un profundo estudio de la luz. Esta luz se centra en el personaje con intención de realzar su belleza y destacarlo de un fondo dejado en penumbra y apenas definido.